# Iarnród Éireann

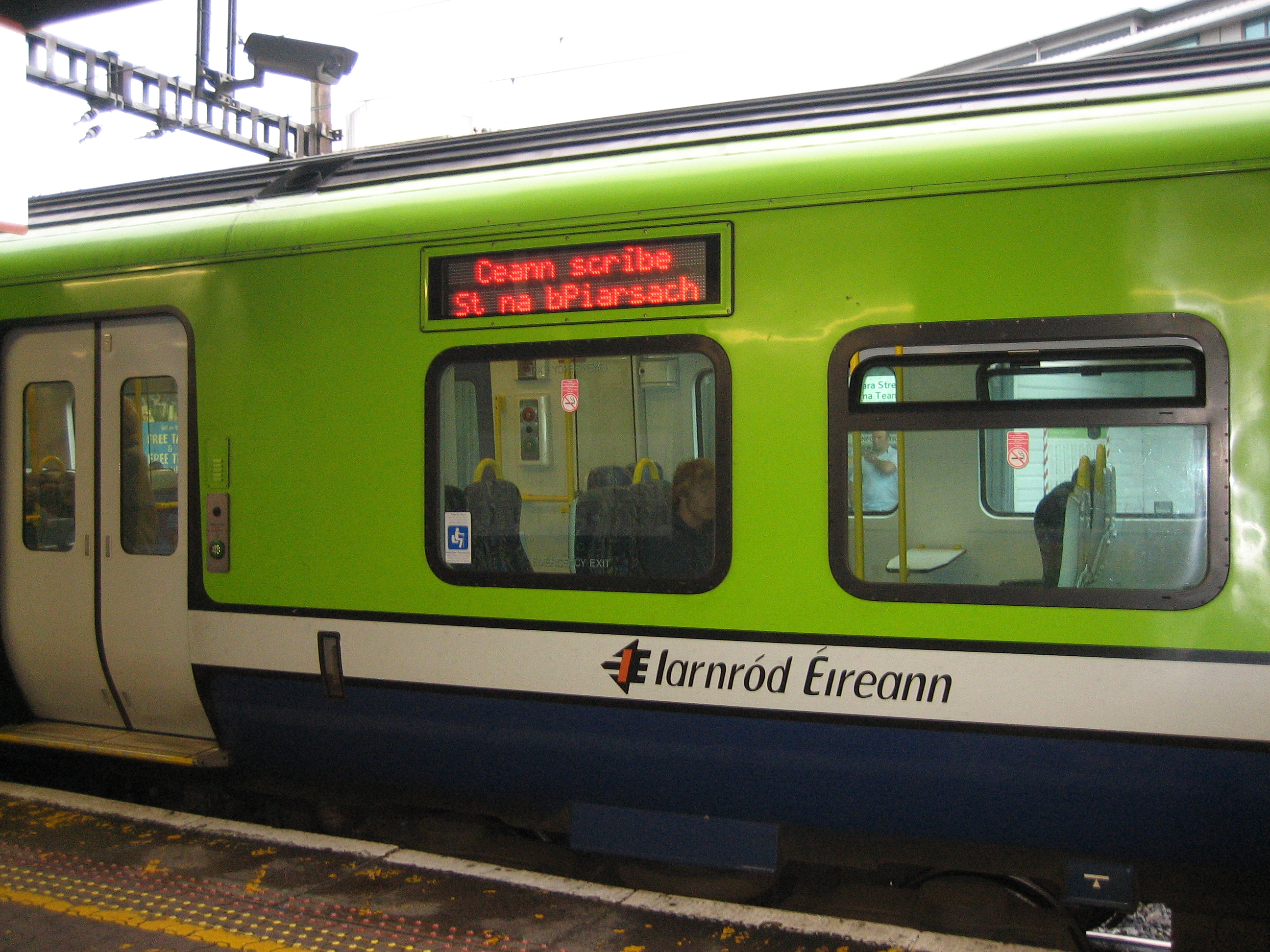
Потяг на станції Tara Street Station, Дублін, 2006.

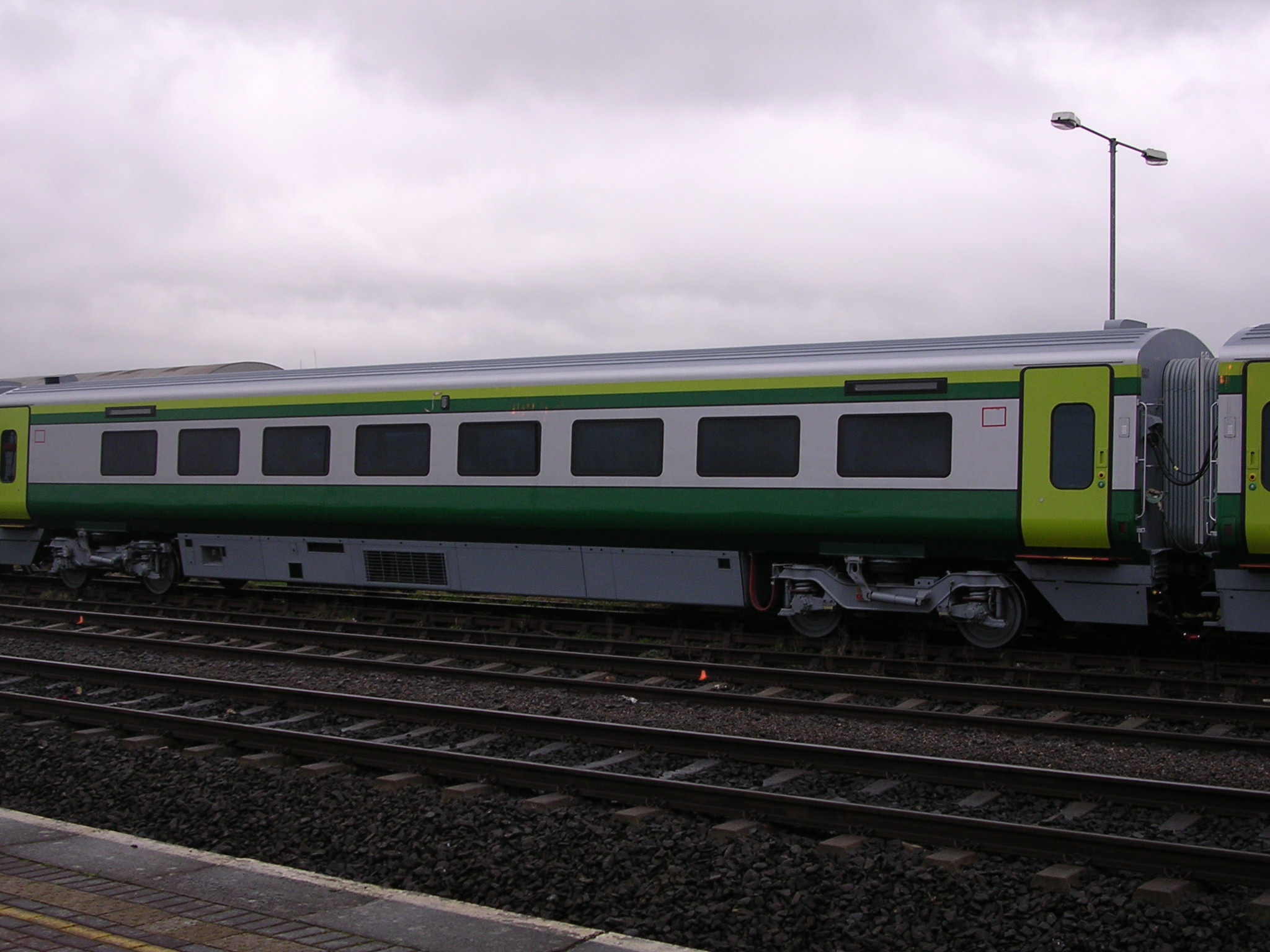
MK4 на залізниці Дублін - Корк

Iarnród Éireann (ірл. ˈiəɾˠnˠɾˠoːdˠ ˈeːɾʲən̪ˠ, Ірландські залізниці) — національний залізничний оператор Ірландії. Засновано 2 лютого 1987, є дочірньою компанією Córas Iompair Éireann (CIE). Здійснєю всі внутрішні міжміські, приміські та вантажні залізничні перевезення в Республіці Ірландія, і, спільно з Північно-Ірландськими залізницями, створює Enterprise, що здійснює перевезення між Дубліном і Белфастом. У 2009 році Iarnrod Éireann було перевезено 38800000 пасажирів, що є зниженням пасожирообігу що до 2008 року — 43,3 млн осіб.

## Послуги
Має три служби: міжміську, приміську і DART. 
- Міжміська (InterCity (Iarnród Éireann)) здійснює перевезення між містами Корк, Лімерік, Тралі, Енніс, Ґолвей, Уотерфорд, Рослер Європорт, Слайґо, Уестпорт, Уексфорд. Дублін обслуговує станція Пірс яка перебуває у підпорядкуванні приміської служби. 31 березня 2010 увійшла в дію ділянка Лімерик — Голуей.
- Приміська (Commuter (Iarnród Éireann)) має три відділення: Дублінська приміська залізниця (Dublin Suburban Rail), Приміська залізниця Корк (Cork Suburban Rail) й Приміська залізниця Лімерік (Limerick Suburban Rail)
- DART обслуговує східне узбережжя навколо Дубліну.

## Рухомий склад

### Intercity й Enterprise[4]
- IE 22000 Class дизель потяг
- De Dietrich
- Mark 4

### Commuter[5]
- IE 2600 Class дизель потяг
- IE 2700 Class дизель потяг
- IE 2750 Class дизель потяг
- IE 2800 Class дизель потяг
- IE 29000 Class дизель потяг

### DART[5]
- CIÉ 8100/8300 електропоїзд
- IE 8200/8400 електропоїзд
- IE 8500 Class електропоїзд
- IE 8510 Class електропоїзд
- IE 8520 Class електропоїзд